# Sistotrema binucleosporum
Sistotrema binucleosporum é uma espécie de fungo pertence à família Hydnaceae.